# 小阿河 (森帕赫)
47°07′39″N 8°11′29″E / 47.12758°N 8.19147°E
小阿河是瑞士的河流，位於該國中部，流經盧塞恩州，河道全長5.8公里，流域面積6.7平方公里，發源自羅滕堡和諾伊恩基希，最終在森帕赫附近注入森帕赫湖。